# Jungingen
Jungingen település Németországban, azon belül Baden-Württembergben. Lakosainak száma 1409 fő (2023. december 31.). Jungingen Hechingen és Burladingen községekkel határos.

## Népesség
A település népessége az elmúlt években az alábbi módon változott:
| Lakosok száma | 1190 | 1317 | 1397 | 1416 | 1386 | 1462 | 1490 | 1444 | 1385 | 1409 |
|               | 1961 | 1967 | 1974 | 1980 | 1987 | 1993 | 2000 | 2006 | 2013 | 2023 |

## Kapcsolódó szócikkek

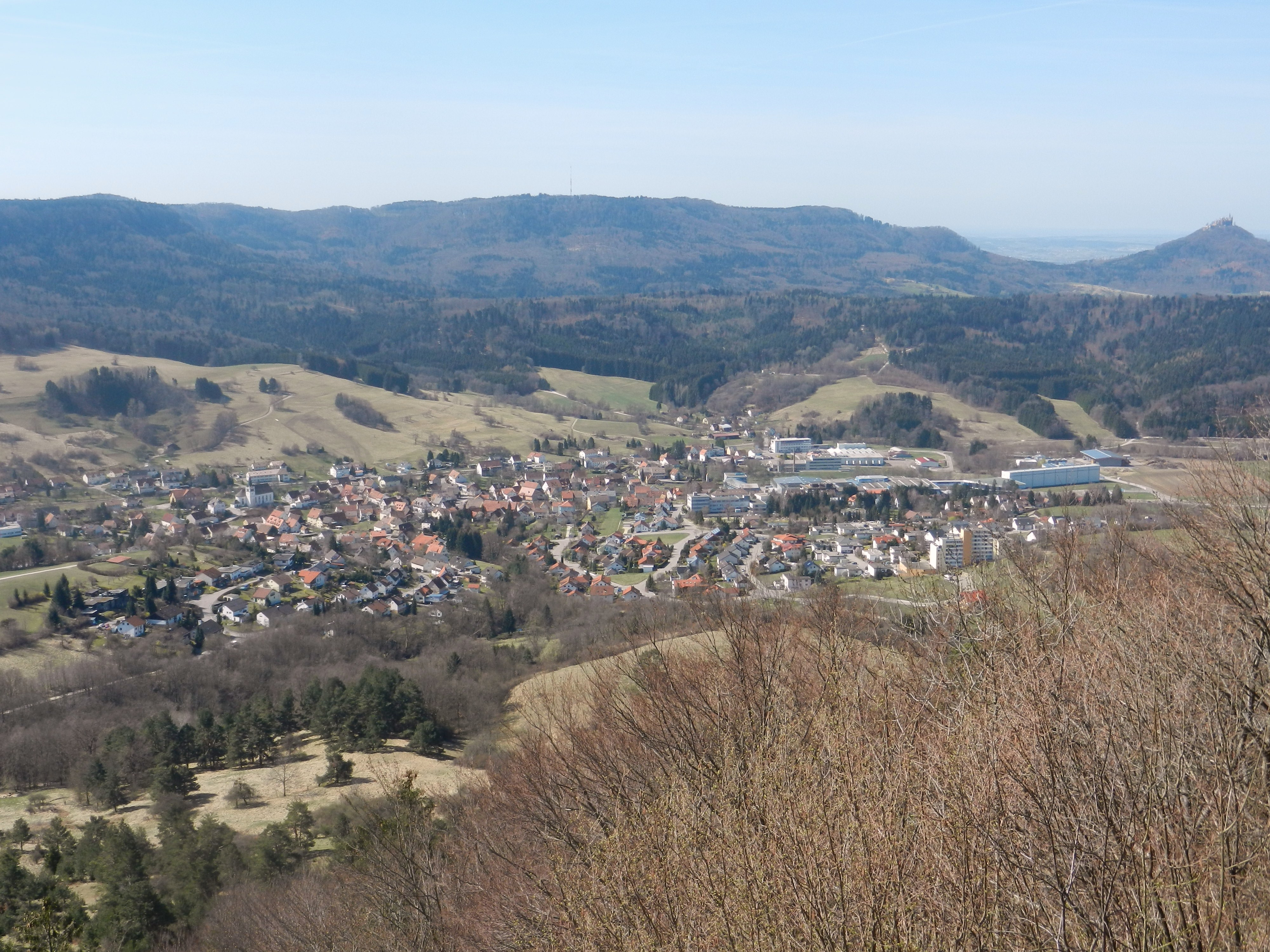
Jungingen